# Vallée du Columbia
La vallée du Columbia (anglais : Columbia Valley) est une région du sillon des Rocheuses, près du cours supérieur du fleuve Columbia entre la ville de Golden et de Canal Flats, en Colombie-Britannique.
La principale agglomération de la vallée est la ville d'Invermere et les autres villes notables sont Radium Hot Springs, Windermere et Fairmont Hot Springs. Le Panorama Mountain Village est également situé dans la vallée.